# Áreas protegidas de Jordania

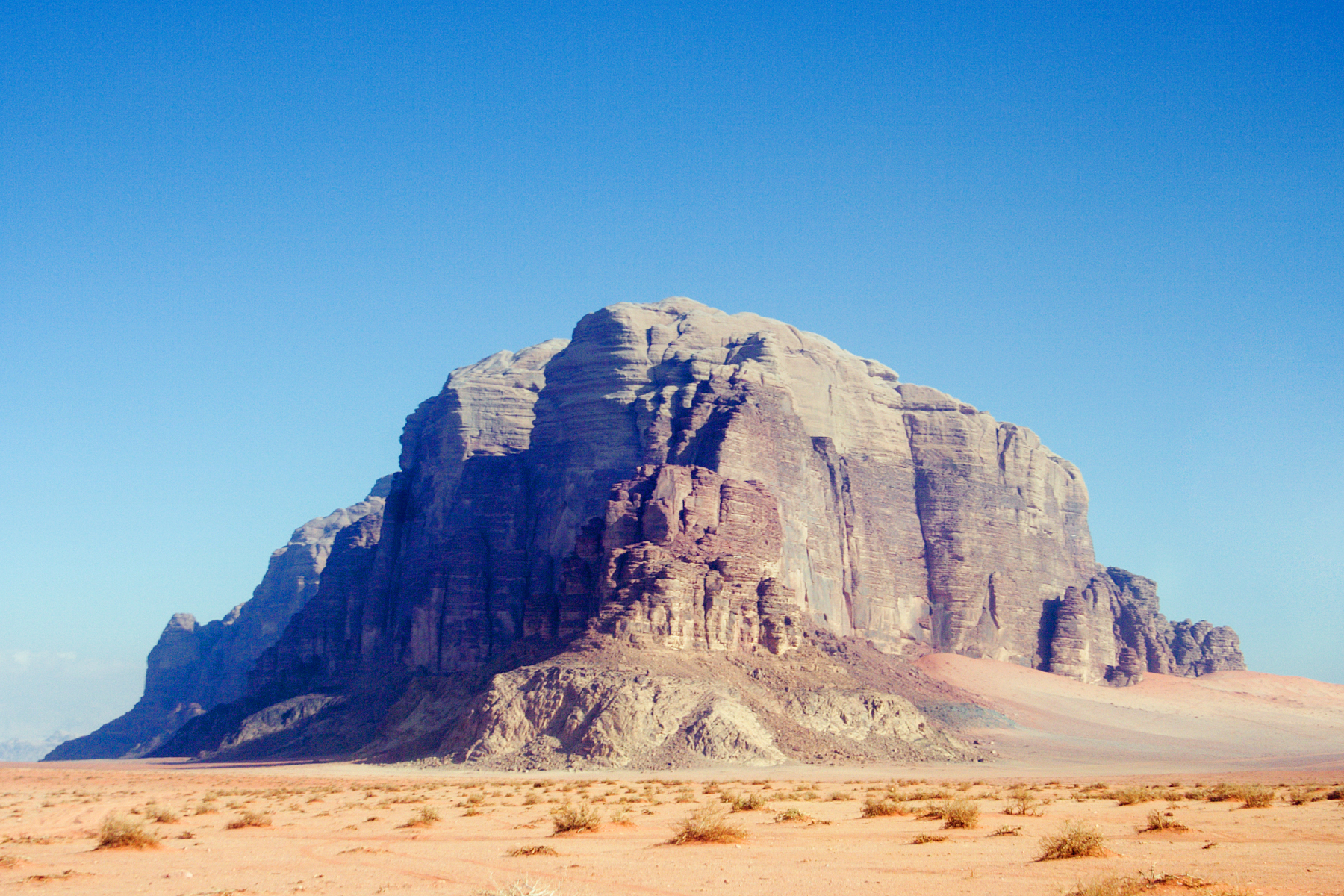
Montaña conocida como Los siete pilares de la sabiduría en Uadi Rum.

Según la UICN (Unión Internacional para la Conservación de la Naturaleza), en Jordania hay 33 áreas protegidas que ocupan 4013 km² (kilómetros cuadrados), el 4,47 % del territorio (189 690 km²), y 1 km² de áreas marinas, el 0.98 % de la superficie que corresponde al país (94 km²). En este conjunto, hay 8 reservas naturales, 3 reservas forestales, 1 reserva de la naturaleza, 5 reservas naturales propuestas, 1 área marina y 10 áreas de conservación especial. de carácter internacional, hay 2 reservas de la biosfera de la Unesco, 1 sitio patrimonio de la humanidad y 2 sitios Ramsar.

## Reservas naturales

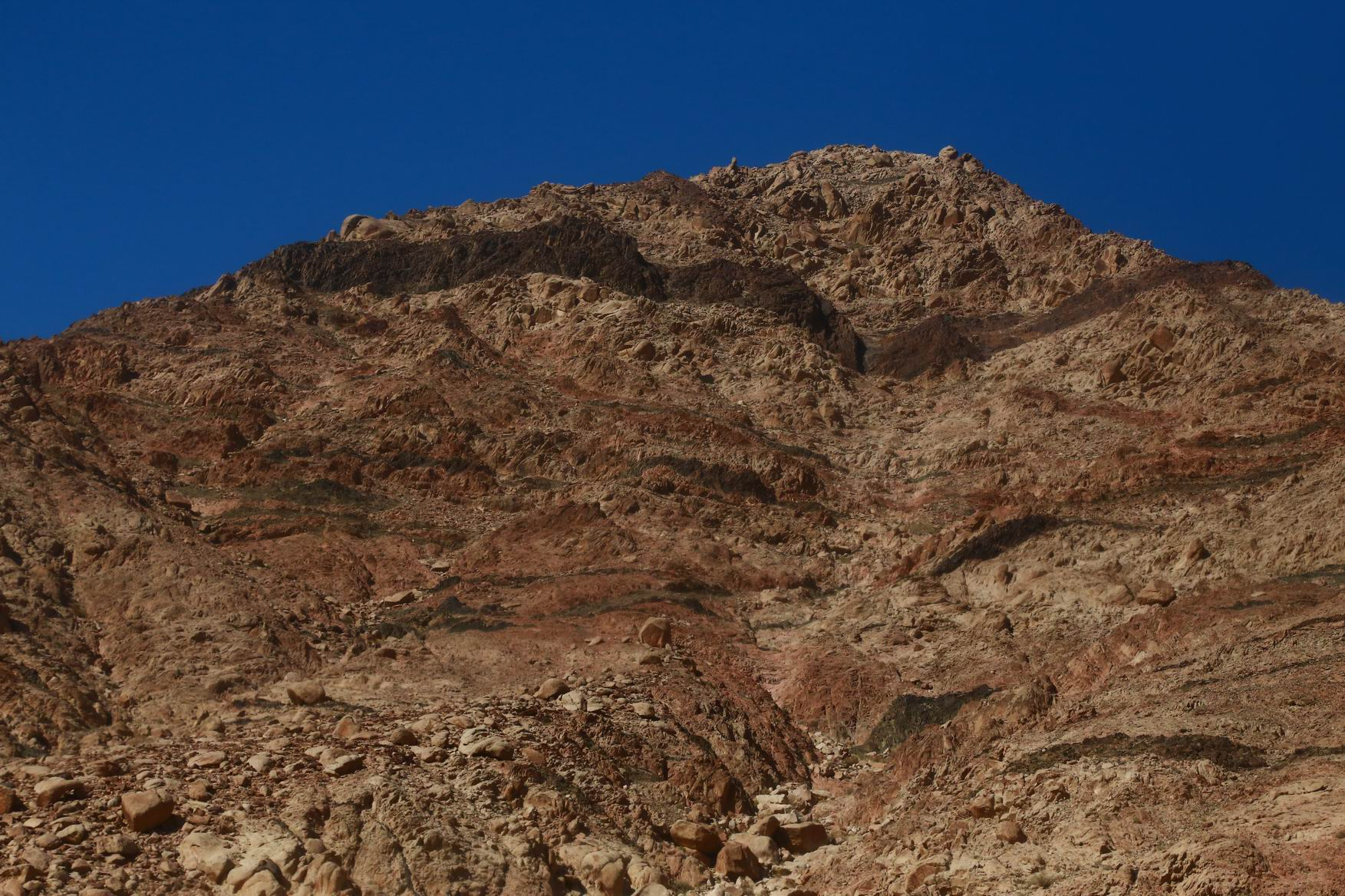
Montañas de Áqaba, en el sudoeste de Jordania

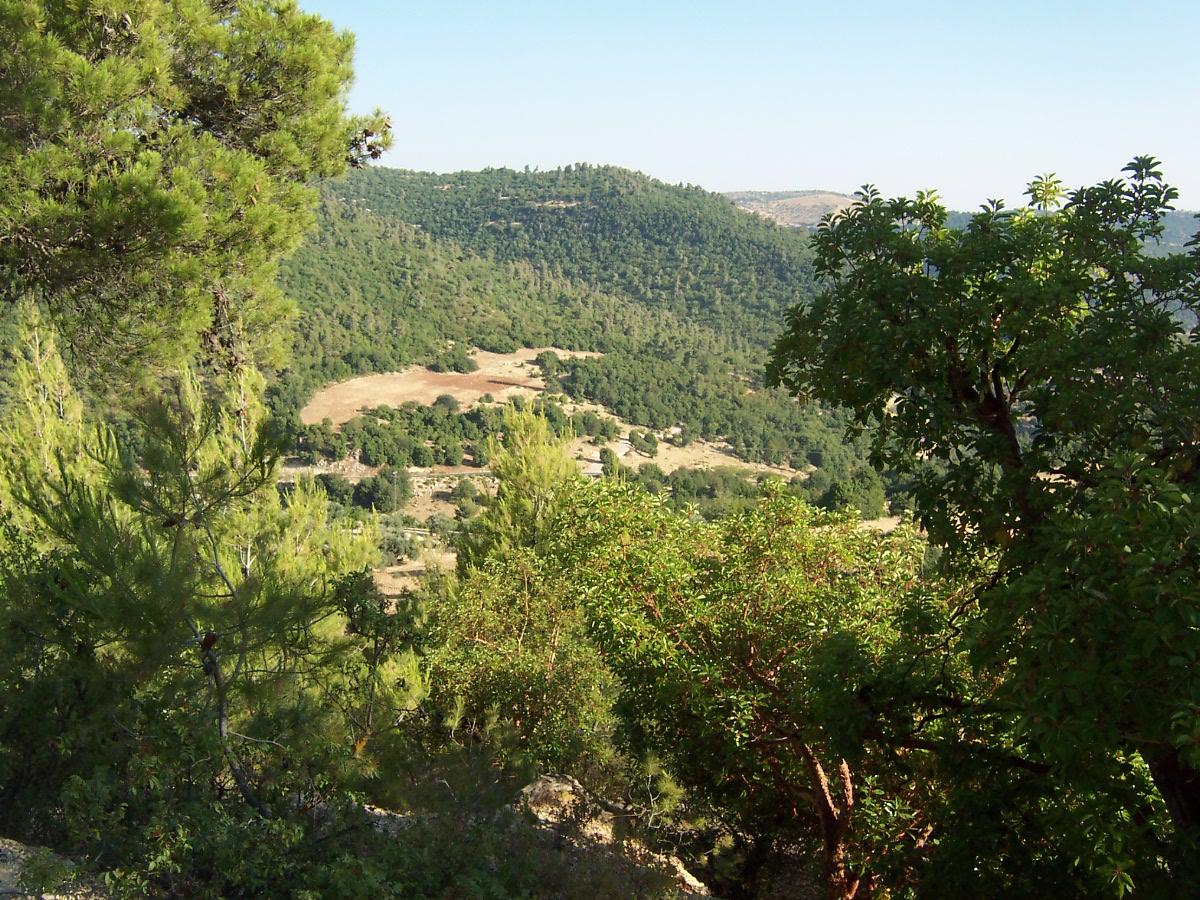
Reserva forestal de Ajlun

En 2020 había en Jordania 8 reservas naturales, además de 5 propuestas y otras 3 reservas forestales. La primera reserva de vida salvaje fue la de Shaumari, creada en 1975 para proteger gacelas, el oryx de Arabia, avestruces y el onagro persa.

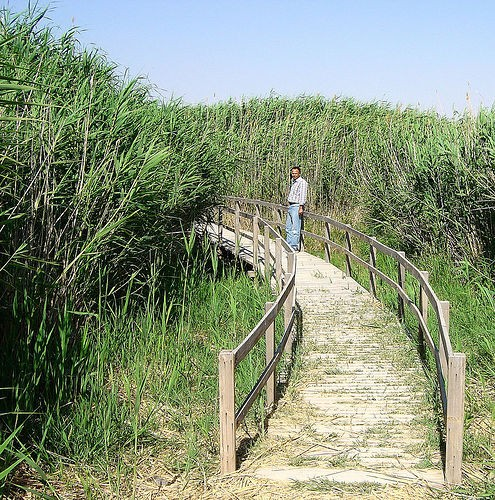
Cañaveral en Shaumari

- Reserva natural de Burqu, 906,44 km² (kilómetros cuadrados). Es parte de un desierto de basalto único al este de Badia. Contiene un importante uadi que fue usado por los romanos para hacer una reserva de agua. En los alrededores desérticos se encuentra el raro gato de las arenas, el zorro de Rüppell y la gacela común.

- Reserva natural de Mujib, 212,41 km².

- Reserva natural de Dana, 291,79 km².[3][4]

- Reserva natural de Fifa, 26,42 km². El humedal más bajo del mundo. Sitio Ramsar 2294 desde 2017, en el Valle del Rift del Jordán, al sur del mar Muerto, en el suroeste de Jordania.[5]

- Reserva natural de Shaumari, 20,91 km². Al este del desierto, muy cerca de la Reserva de los Humedales de Azraq.

- Reserva natural de Catar, 110 km². Una zona llana de entre 43 y 50 m s. n. m. (metros sobre el nivel del mar) en el valle del Rift del Jordán. Con lluvias de 50 mm (milímetros) anuales, es parte del uadi Araba, unos 40 km (kilómetros) al norte del golfo de Áqaba. Alberga bosques de acacias, dunas y marismas. La densidad de acacias es la más alta del país. Está separada de las montañas de Áqaba por la carretera que va del mar Muerto a Áqaba. El pueblo más cercano es la pequeña localidad de Catar.

- Reserva natural de Dahek, 265,42 km².
- Reserva natural de Dmeitha.

### Reservas propuestas
- Rajel, 857 km² (kilómetros cuadrados), en el centro-norte. En el desierto oriental, al nordeste del oasis de Azraq, tiene el nombre del principal uadi de la región. El paisaje oscila entre llano y ondulado, de 550 a 800 m s. n. m. (metros sobre el nivel del mar). Posee algunos uadis profundos, pero la única fuente de agua es el de Rajel.[6]

- Abu Rukbah, 199 km², en el centro-oeste. Al este de Karak, caracterizado por su compleja orografía que combina zonas llanas, con elevadas colinas de grava y pedernal, y valles. Se halla entre 700 y 1050 m s. n. m., con tres zonas de vegetación: irano-turánica, árabo-sahariana y penetraciones mediterráneas.

- Bayer, 460 km², en el centro-este. En el desierto oriental, recibe el nombre del uadi principal de la zona. Entre 750 y 1060 m s. n. m., consiste en una serie de vales y colinas con predominio de caliza y pedernal.

- Montañas de Áqaba, 60 km², en el extremo sudoeste. Al sudeste del puerto de Áqaba, consiste en una serie de estrechos uadis entre una serie de montañas graníticas, con un paisaje típico de estepa sudanesa.

- Shoubak, 74 km², en el centro-sudoeste.

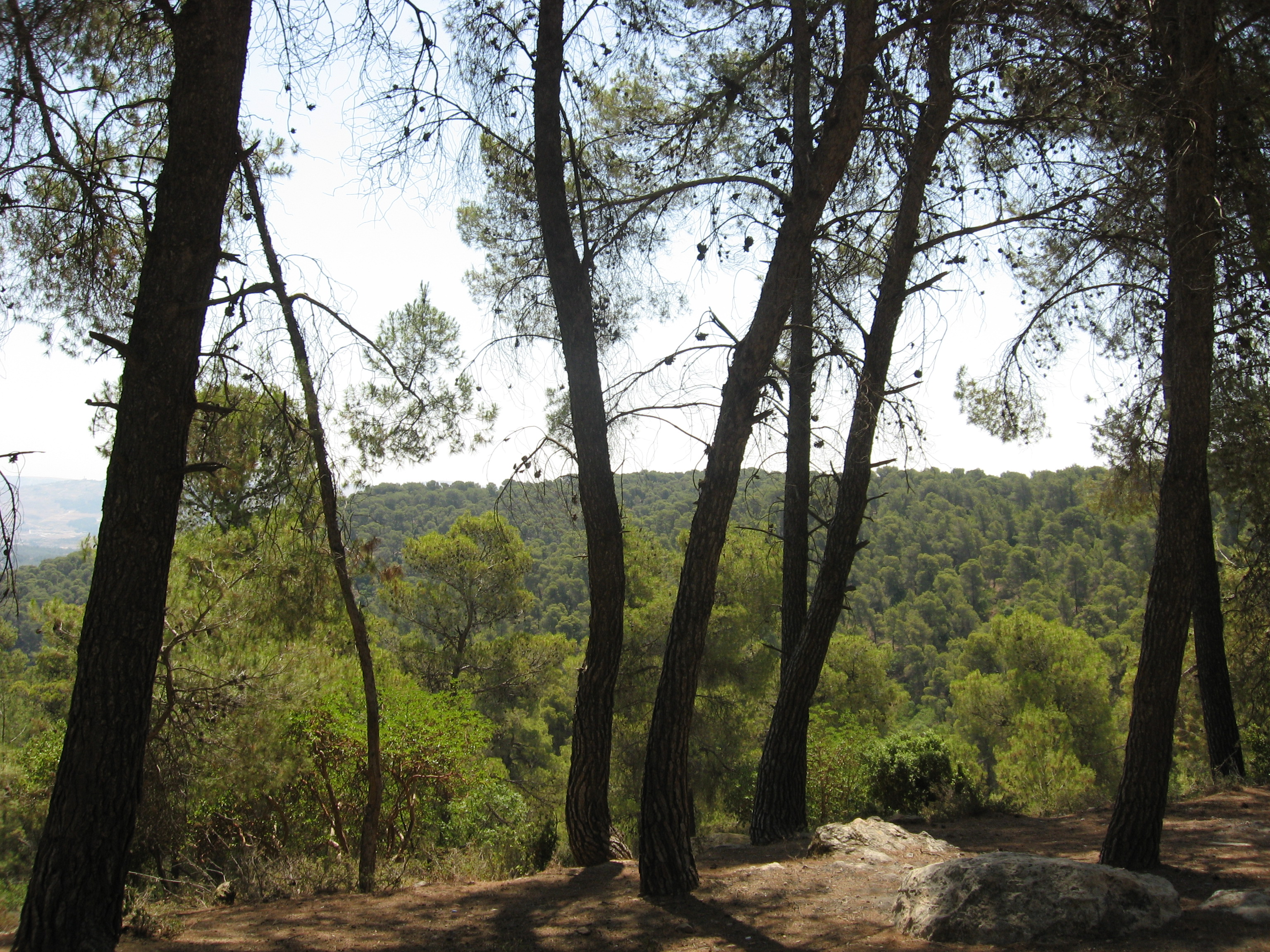
Pino de Alepo en la Reserva forestal de Dibeen

### Reservas forestales
- Reserva forestal de Ajlun, 7-13 km² (kilómetros cuadrados), en el noroeste, entre 600 y 1100 m s. n. m. (metros sobre el nivel del mar). Cerca de Jerash y Ajlun. Colinas onduladas cubiertas de roble de Palestina, pistachos, algarrobos y madroños orientales, entre otros. Hay garduñas, chacales, zorros, hienas, ardillas persas, puerco espines y lobos.[7]

- Reserva forestal de Dibeen, 8,49 km², en el noroeste. Cerca de la antigua ciudad romana de Jerash, es un bosque de pino y roble de Palestina, y es el límite geográfico del pino de Alepo. Hay especies como la ardilla persa, que le dan valor a la zona.

- Reserva forestal de Yarmuk, 20,57 km², en el extremo noroeste. En la frontera con Israel, en una zona relativamente húmeda, posee extensos bosques de robles y animales como la nutria europea, gacelas y el buitre leonado.

### Reservas marinas
- Reserva marina de Áqaba (Aqaba Marine Reserve (AMR)), 2,8 km² (kilómetros cuadrados). En el golfo de Áqaba. Consiste en arrecifes coralinos con unas 450 especies de peces y unos 127 tipos de formaciones coralinas, con una profundidad de 0,5 a 40 m (metros).[8]

## Reservas de la biosfera de la Unesco

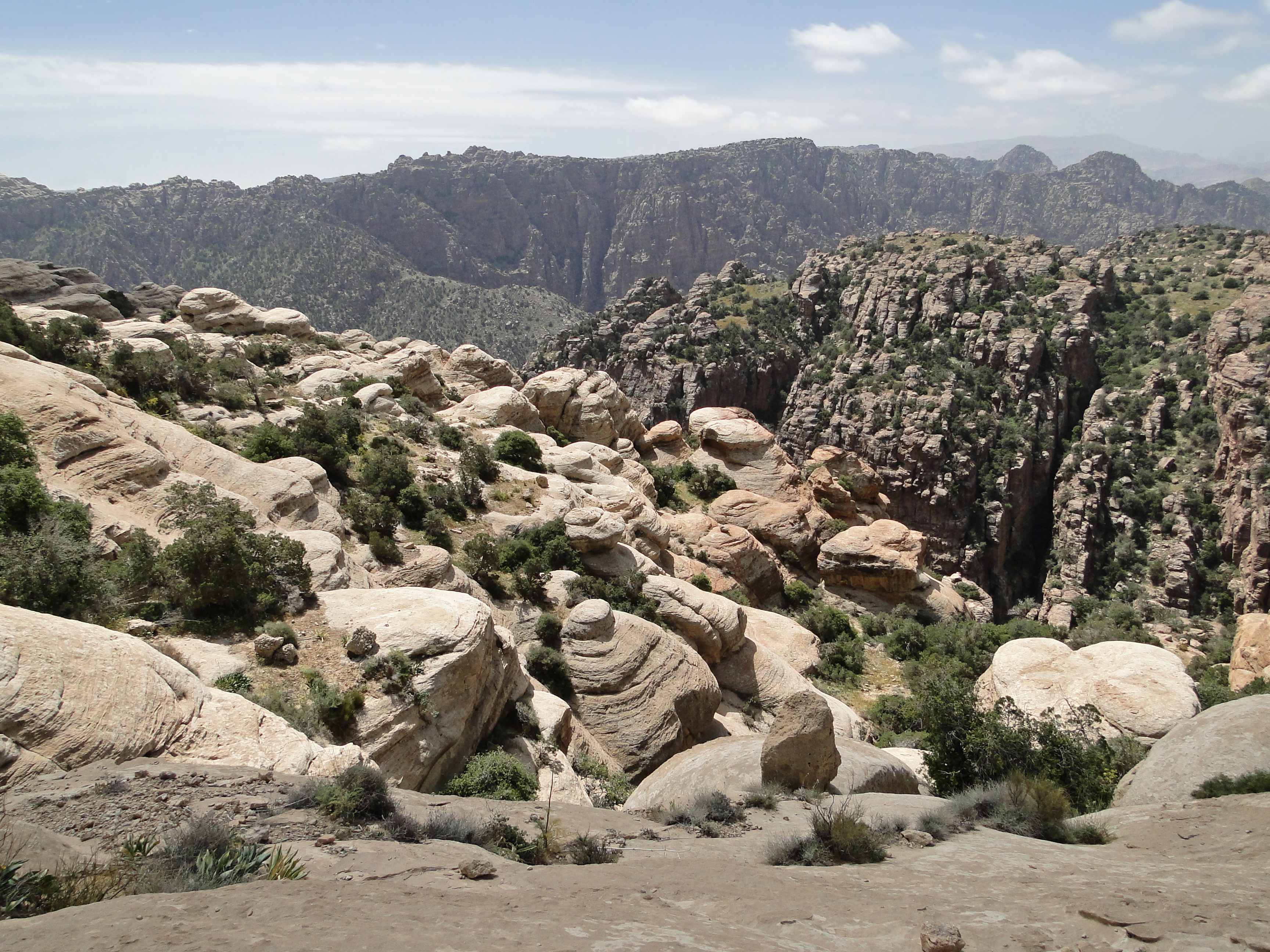
Paisaje de la Reserva de la biosfera de Dana.

- Reserva de la biosfera de Mujib, 212 km² (kilómetros cuadrados), junto al mar Muerto, a 416 m (metros) bajo el nivel del mar, rodeando el uadi Mujib, un profundo y majestuoso cañón que corta las agrestes tierras altas y drena en el mar Muerto. Se halla entre los gobernoratos de Madaba y Karak, desde 900 m de altitud hasta el mar. Esta diferencia de altitud propicia la diversidad vegetal. Hay unas 43 especies raras, 67 plantas medicinales, 12 especies venenosas y 22 comestibles. Entre las especies nuevas se encuentra el helecho lengua de serpiente Ophioglosum polyphyllum.[9] Hay 24 especies de mamíferos, entre ellos el chacal, el lobo, la hiena, el caracal, el íbis nubio, la cabra montesa y el damán de El Cabo. El valle del Jordán es una ruta de migración de aves considerada IBA (área importante para la conservación de las aves), con más de 150 especies en la reserva, entre ellas varios tipos de buites, halcones y currucas.[10]

- Reserva de la biosfera de Dana, 35°23.4′E / 30°49.0′N, 308 km². Cubre un agreste paisaje a lo largo del valle del Rift del Jordán que incluye varias sierras, mesetas y llanos desérticos. Incluye diferentes biomas: mediterráneo, irano turánico, árabe-sahariano y sudanés. Alberga diversas especies amenazadas, como el serín sirio, el cernícalo primilla, el zorro estepario y el íbice de Nubia.[11][12]

## Sitios Ramsar
En Jordania hay 2 sitios Ramsar que ocupan una superficie de 13.472 ha (hectáreas).

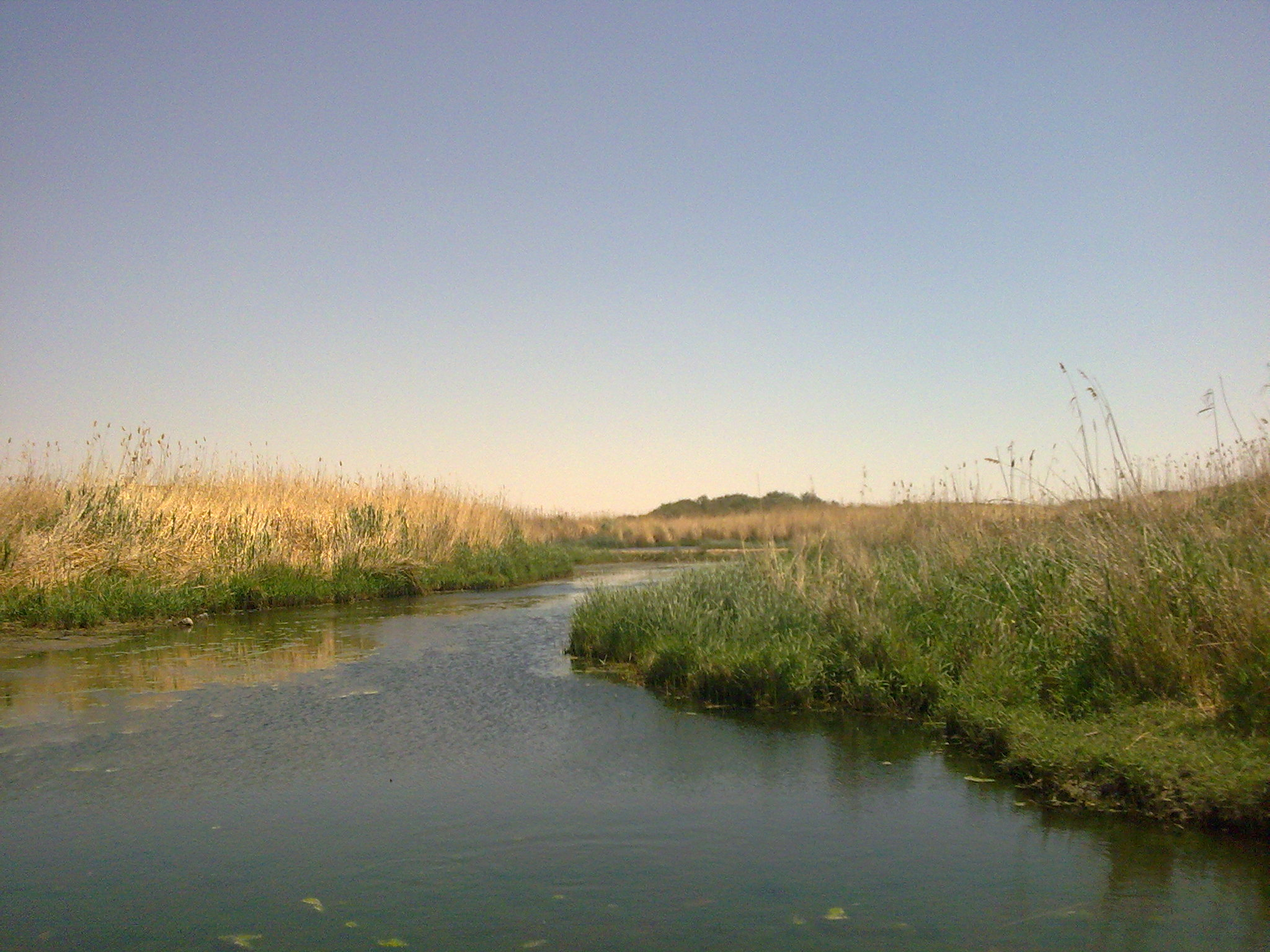
Humedal de Azraq

- Oasis de Azraq, 31°49′N 36°48′E, 73,72 km² (kilómetros cuadrados). En el centro norte del país, al este de Amán. Reserva de aves permanente en un humedal alimentado por un manantial que se inunda estacionalmente en una amplia cuenca de drenaje. En condiciones naturales, albergaba amplias comunidades de juncos y carrizos, pero al ser una importante fuente de suministros para la capital, Amán, llegó a secarse completamente en 1990. En 1998 se implementó la primera fase de su rehabilitación, que está muy relacionada con los habitantes de la zona.

- Reserva natural de Fifa, 30°57′38″N 35°26′15″E, 61 km². En el valle del Rift del Jordán, al sur del mar Muerto, en el sudoeste de Jordania. Su punto más bajo de halla a 420 m (metros) bajo el nivel del mar. Está alimentado por varias corrientes de agua, que incluyen manantiales permanentes al sur, riego permanente artificial y un canal de drenaje al este, además de la afluencia estacional de cuatro uadis. Es importante para los asentamientos humanos, ya que provee de agua para el riego, el ganado y el consumo propio, pero también es el hábitat de diversas especies. Hay dos especialmente vulnerables, la  hubara de MacQueen (una especie de faisán) y el lagarto Uromastyx aegyptia. Está en la zona de migración del valle del Rift del Jordán, adonde acuden numerosas aves acuáticas cada año en invierno. También contribuye al equilibrio hidrológico del valle, controlando las inundaciones en época de lluvia y recargando el acuífero.[14]

## Patrimonios culturales de la humanidad

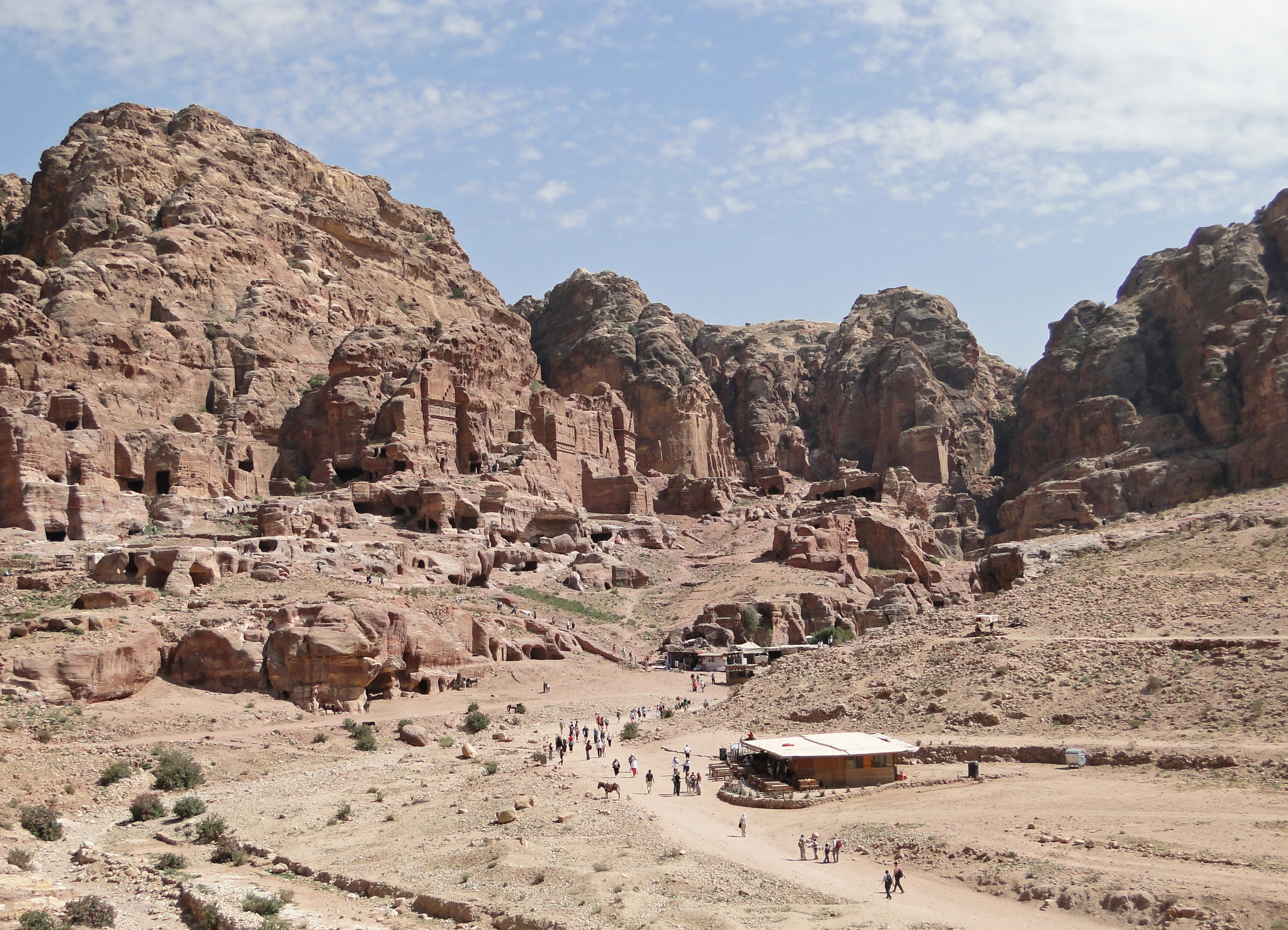
Vista de Petra.

En 2016, la Unesco reconocía cinco sitios del interés cultural o natural en Jordania.
- Al-Maghtas (31°50′14″N 35°33′01″E), (en idioma árabe:المغطس ). Significa «bautismo» o «inmersión» en árabe. Es un yacimiento arqueológico del  patrimonio mundial en Jordania en la orilla este del río Jordán, oficialmente conocido como «Sitio del Bautismo Betania de Transjordania (Al-Maghtas)». Se considera que fue la ubicación original del Bautismo de Jesús y el ministerio de Juan el Bautista y ha sido venerada como tal desde al menos el imperio bizantino.[15]

- Petra (30°19′43″N 35°26′31″E), capital del antiguo reino nabateo, cuyos pobladores la llamaban Raqmu (en árabe nabateo, الرقيم).[16]

- Qusair Amra (31.801935°N 36.57663°E), es el más célebre de los castillos del desierto ubicados en lo que hoy es el este de Jordania.

- Um er-Rasas (31°29′59″N 35°55′11″E), es un sitio arqueológico jordano que contiene ruinas de las civilizaciones romana, bizantina y proto-musulmana.

- Uadi Rum (29°35′35″N 35°25′12″E), 720 km² (kilómetros cuadrados), es un valle desértico situado a 1600 m s. n. m. (metros sobre el nivel del mar) en una región montañosa formada por granito y arenisca en el sur de Jordania, 60 km (kilómetros) al estenordeste de Áqaba.